# Amalgaid mac Fiachrae
Amalgaid mac Fiachrae († 440) est un roi du Connacht du sept des Uí Fiachrach. Il est le fils de  Fiachrae mac Echach Mugmedón et le petit-fils de l'ard ri Erenn Eochaid Mugmedón († 362). Son frère est l'ard ri Erenn Dathí le successeur de Niall Noigiallach.

## Biographie
Amalgaid est relevé comme le premier roi du Connacht dans les Laud Synchronisms et par le Livre de Leinster qui lui attribuent un règne de trente-quatre ans. Le Chronicon Scotorum et les Annales des quatre maîtres le mentionnent également. Il est aussi l'ancêtre éponyme des Ui Amalgado une lignée secondaire des  Uí Fiachrach. Il donne son nom au Tír Amhlaidh le « Tirawley » historique dans le comté de Mayo.
À sa mort une crise de succession éclate au Tír Amhlaidh entre ses fils Óengus et Éndae. Saint Patrick intervient pour que l'Ard ri Erenn Lóegaire mac Néill (†  462) et son frère Eoghan mac Néill († 465) arbitrent le conflit. Endae et son fils Conall sont baptisés et dédiés au service de Patrick pour son soutien.

## Unions
Les généalogies traditionnelles irlandaises ne s'accordent pas sur les épouses d'Amalgaid. Il aurait épousé :
- Findabair, fille de Fiachu mac Néill ;
- Tres, fille de Nad Froích, roi des Eóganachta qui serait la mère de sept fils le Cenél Tresse ;
- Mercc Neton ou Erc, fille d'Eochaid roi de Laigin ;
- Muirenn, fille de Dubthach des Uí Maine.